# Sébastien Gondouin
Pour les articles homonymes, voir Gondouin.
2024- étoile bleue  saint cyr
Sébastien Gondouin est un footballeur français né le 15 mars 1976 à Créteil qui évoluait au poste de défenseur.
Il a joué un total de 45 matchs (1 but) en Ligue 2 au cours de sa carrière.

## Carrière de joueur
- 2000-2002 : US Lusitanos Saint-Maur  France (23 matchs et 1 but en National, le reste en CFA)
- 2002-2003 : Stade de Reims  France (16 matchs et 1 but en Ligue 2)
- 2003-2008 : Tours FC  France (29 matchs en Ligue 2, 83 matchs et 2 buts en National)
- 2008-2012 : US Créteil-Lusitanos[1],[2]  France (en National)

## Carrière d'entraîneur
- 2012-avr. 2015 : US Créteil-Lusitanos B  France
- 2016-oct. 2017 : Tours FC  France (Ligue 2) - entraîneur adjoint
- oct. 2017-nov. 2017 : Tours FC  France (Ligue 2) - entraîneur principal par intérim
- juin 2018-déc. 2018 : Tours FC  France (National) - entraîneur adjoint
- déc. 2018-janv. 2019 : Tours FC  France (National) - entraîneur principal par intérim
- janv. 2019- : Tours FC  France (National puis National 3) - entraîneur adjoint